# Ẩm thực Belize

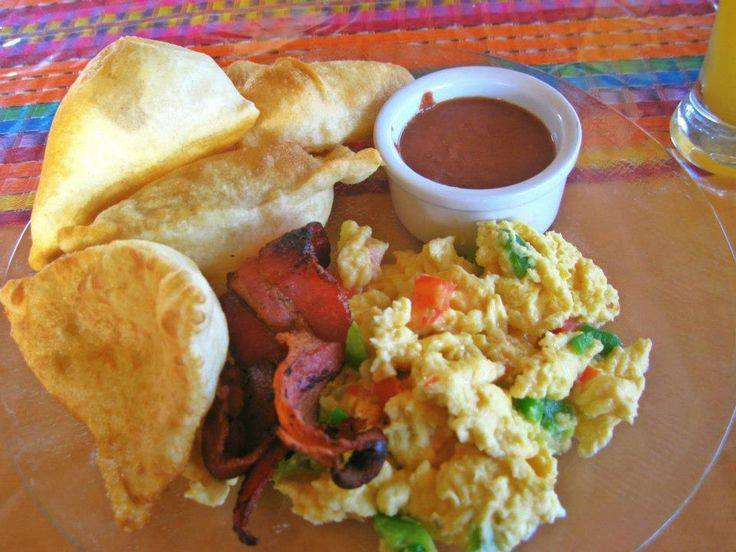
Ẩm thực Belize (Món Fry jacks with eggs and salsa)

Ẩm thực Belize là sự pha trộn của nền ẩm thực đa dạng của tất cả các dân tộc sống trên đất nước Belize. Bữa sáng gồm bánh mì, bánh tortilla làm từ bột hoặc các loại bánh bột chiên giòn khác; thường thì chúng được các gia đình tự làm. Các loại bánh bột chiên giòn không chỉ được ăn tại Belize. Chúng có nhiều tên gọi trên khắp thế giới- ví dụ như "beignets" ở New Orleans, "sopapillas" ở México và vùng Tây Nam nước Mĩ, hoặc đơn giản gọi là bột chiên. Món này được ăn với nhiều loại phó mát, đậu nấu nhừ (tiếng Tây Ban Nha: frijoles refritos), nhiều loại trứng và ngũ cốc, đổ trên mặt một lớp sữa (đối với giới trẻ) hoặc một lớp cà phê hay trà (đối với người lớn tuổi). Bữa trưa rất khác nhau, có thể là các món nhẹ như món cơm đậu (tiếng Tây Ban Nha: arroz con habichuelas) có hoặc không có nước cốt dừa, bánh ngô gói lá tamale, panade (sò nướng với ngô, đậu hoặc cá và các loại bánh nhân thịt, escabeche (súp hành), chirmole (súp), gà hầm và bánh garnaches (là loại bánh dẹt tortillas nướng với đậu, phó mát và sốt). Bữa tối gồm có các loại gạo và đậu, thịt, xa-lát hoặc coleslaw (món bắp cải trộn cà rốt và các loại trái cây). Ở các vùng nông thôn, ăn uống đơn giản hơn ở thành phố; người Maya dùng hỗn hợp gia vị recado và ngô cho hầu hết các món ăn, còn người Garifuna lại thích hải sản, khoai mì (họ dùng khoai mì làm thành bánh, Eraba) và rau. Cả nước có nhiều nhà hàng và các hiệu ăn nhanh mọc ra và bán thức ăn với giá phải chăng. Các loại trái cây bản xứ rất phổ biến, nhưng rau tươi ở chợ thì lại ít. Bữa ăn là dịp quây quần của các gia đình; nhiều trường học, công sở đóng cửa vào giờ ăn trưa và sẽ mở lại vào buổi chiều.

## MestizovàMaya
Các từ ẩm thực thông dụng có nguồn gốc từ văn hóa Mestizo nay đã được phổ biến khắp đất nước, bao gồm: món bánh garnaches, bánh ngô chiên có đậu và phết chút bơ sợi, bánh ngô nấu với gà gói trong lá (tamale) và bánh ngô chiên có đậu, nhân cá xắt sợi và nước sốt hăng của hành tây (panades).
Các món ăn nổi tiếng nhất của Maya được gọi là Caldo. Tortilla, được nấu ở comal và được sử dụng để quấn các loại thực phẩm khác (thịt, đậu, vv), phổ biến và có lẽ là loại phổ biến nhất tiền Columbian Mesoamerica thức ăn. Tamale bao gồm bột ngô, thường có chứa đầy, được gói trong một bột ngô và nấu chín hơi. Cả pozole và pozole đều giống như các món ăn được làm bằng cách trộn ngô trên mặt đất (nước) với nước, nhưng lần đầu tiên được sử dụng dày đặc hơn nhiều như là một Nguồn nước uống và thứ hai với đầy đủ các hạt ngô lớn kết hợp vào một thịt gà broth. Mặc dù các món ăn này có thể được tiêu thụ đồng đều, các thành phần khác được thêm vào để đa dạng hóa hương vị, ví dụ như mật ong, ớt hạt tiêu, thịt, hải sản, sôcôla cacao, Hành tây hoang dại và muối.
Một số giống khác của đậu đã được trồng, bao gồm cả pinto, đỏ và đậu đen. Các loại cây trồng khác, bao gồm cả trái cây, đã góp phần vào chế độ ăn uống tổng thể của Maya cổ đại, bao gồm cà chua, [hạt tiêu ớt], avocado, breadnut, guava, guanabana, papaya, dứa, bí ngô, và khoai lang. Các loại thảo mộc khác nhau được trồng và sử dụng, bao gồm vanilla, epazote, achiote (và hạt giống annatto, bạch quế, [hoja santa] lá bơ, và nho tỏi.

## Các nguyên liệu phổ biến
- Các loại thịt ở Belize, ví dụ như thịt gà hoặc thịt gà tây có vị khác so với sản phẩm ngoại nhập vì chế độ dinh dưỡng khác nhau, cụ thể là do được cho ăn các loại thức ăn khác nhau. Gà Belize thường có vị đậm đà hơn các loại gà khác. Người Belize ăn nhiều gà và cá hơn thịt lợn và thịt bò.
- Sắn
- Cọ Cohune
- Chuối Plantain
- Chuối xanh
- Ớt Habanero
- Su su (tiếng địa phương là "chocho")
- Tiêu Jamaica
- Gừng
- Món Callaloo: rau dền nấu với khoai yautía (một chi thuộc họ Ráy
- Hưng cừ- một loại hành
- Xa kê
- Chi Khoai mỡ
- Tỏi
- Tiêu đen
- Cá tuyết muối khô (người địa phương gọi là "cá mặn")
- Bò muối
- Cỏ xạ hương
- Móng bò
- Đuôi lợn
- Nước cốt dừa
- Nước dừa
- Ổi
- Mãng cầu xiêm
- Chanh dây
- Mía
- Tương ớt
- Hành tây
- Sốt nâu
- Quả hồng xiêm mamey (tiếng địa phương là "Mahmee")
- Bầu
- Quả bơ (còn có tên là "lê dầu", người địa phương gọi là "quả lê")
- Đậu cô ve
- Đậu lửa
- Lạc thần quỳ (thuộc Chi Dâm bụt, tiếng địa phương là "sorrel")
- Me (tiếng địa phương là "Tambran")
- Khế
- Táo vàng
- Kraabu
- Mít
- Dứa
- Gioi hoa đỏ
- Chuối
- Giấm
- Hỗn hợp gia vị Recado
- Bánh bột (chủ yếu làm từ ngô)
- Ngô
- Cà ri

## Món ăn phổ biến
- conch fritter
- Dukunu
- Hudutu
- Boil-up
- Tamales
- Tortilla
- Gà cà ri
- Gạo và đậu - gạo hầm với đậu và nước cốt dừa.
- Garnache
- Thịt gà nâu, thịt bò nâu
- Caldo
- Cá Escovitch
- Súp Conch
- Callaloo và cá muối
- Cải bắp và cá ngừ
- Cá hấp
- Cowfoot
- Nước uống dứa Renta

Bản mẫu:North American topic
Bản mẫu:Cuisine
Bản mẫu:Belize topics